# Доррис (Калифорния)
До́ррис (англ. Dorris) — город, расположенный в округе Сискию (штат Калифорния, США) с населением в 886 человек по статистическим данным переписи 2000 года.

## География
По данным Бюро переписи населения США город Доррис имеет общую площадь в 1,9 квадратных километров, водных ресурсов в черте населённого пункта не имеется.

## Демография
По данным переписи населения 2000 года в Доррисе проживало 886 человек, 240 семей, насчитывалось 342 домашних хозяйств. Средняя плотность населения составляла около 466 человек на один квадратный километр. Расовый состав Дорриса по данным переписи распределился следующим образом: 82,62 % белых, 5,53 % — коренных американцев, 3,50 % — представителей смешанных рас. Испаноговорящие составили 16,37 % от всех жителей города.
Из 342 домашних хозяйств в 32,7 % — воспитывали детей в возрасте до 18 лет, 52,0 % представляли собой совместно проживающие супружеские пары, в 14,9 % семей женщины проживали без мужей, 29,8 % не имели семей. 27,2 % от общего числа семей на момент переписи жили самостоятельно, при этом 13,2 % составили одинокие пожилые люди в возрасте 65 лет и старше. Средний размер домашнего хозяйства составил 2,59 человека, а средний размер семьи — 3,13 человека.
Население города по возрастному диапазону по данным переписи 2000 года распределилось следующим образом: 30,6 % — жители младше 18 лет, 7,6 % — между 18 и 24 годами, 22,5 % — от 25 до 44 лет, 23,6 % — от 45 до 64 лет и 15,8 % — в возрасте 65 лет и старше. Средний возраст жителей составил 35 лет. На каждые 100 женщин в Доррисе приходилось 93,0 мужчин, при этом на каждые сто женщин 18 лет и старше приходилось 84,7 мужчин также старше 18 лет.
Средний доход на одно домашнее хозяйство в городе составил 21 801 долларов США, а средний доход на одну семью — 24 265 долларов. При этом мужчины имели средний доход в 25 139 долларов США в год против 21 250 долларов среднегодового дохода у женщин. Доход на душу населения в городе составил 11 447 долларов в год. 17,9% от всего числа семей в населённом пункте и 19,1 % от всей численности населения находилось на момент переписи населения за чертой бедности, при этом 25,8 % из них были моложе 18 лет и 3,5 % — в возрасте 65 лет и старше.